# Tamás Wichmann
Tamás Wichmann (n. 4 februarie 1948, Budapesta, Republica Ungară⁠(d) – d. 12 februarie 2020, Budapesta, Ungaria) a fost un actor ce a reprezentat Ungaria, medaliat olimpic. A participat la 4 ediții ale Jocurilor Olimpice (1968, 1972, 1976, 1980) în care a câștigat două medalii de argint și o medalie de bronz.